# Општина Молдовенешти (Клуж)
Молдовенешти (рум. Moldoveneşti) општина је у Румунији у округу Клуж.
Oпштина се налази на надморској висини од 438 m.